# Helmut Bapistella
Helmut August Gregor Josef Bapistella (* 4. März 1918; † 1993) war ein deutscher Brigadegeneral der Luftwaffe der Bundeswehr.

## Leben
Bapistella absolvierte eine Offiziersausbildung in der Luftwaffe der Wehrmacht und wurde am 10. August 1942 zum Leutnant befördert. Während des Zweiten Weltkrieges wurde ihm am 31. August 1943 als Oberleutnant der 11.(H) Staffel der Aufklärungsgruppe 13 das Deutsche Kreuz in Gold verliehen.
Nach Kriegsende war er Mitarbeiter im Architektenbüro von Alois Giefer und Hermann Mäckler als dieses 1950 einen Architektenwettbewerb für den Ausbau des Flughafens Frankfurt gewann.
Nach der Gründung der Bundeswehr am 12. November 1955 wurde er Offizier der am 9. Januar 1956 aufgestellten Luftwaffe. Von 1958 bis 1959 absolvierte er den 2. Generalstabslehrgang Luftwaffe an der Führungsakademie der Bundeswehr in Hamburg, wo er zum Offizier im Generalstabsdienst ausgebildet wurde.
Er war zu Beginn der 1960er Jahre Leiter der für Planung, Befehlsgebung und Führung laufender Operationen zuständigen Stabsabteilung G 3 der Schule der Bundeswehr für Innere Führung (InFüSBw) in Koblenz. Er war als Oberstleutnant im Generalstab und Leiter des damaligen Referats Fü L II 7 im Führungsstab der Luftwaffe 1962 Mitglied der aus Politikern, Ministerialbeamten und Offizieren bestehenden Studiengruppe Rüstungskontrolle, Rüstungsbeschränkung und Internationale Sicherheit.
Zum 1. April 1970 wurde Bapistella zum Brigadegeneral befördert und war 1972 Deutscher Militärischer Vertreter im Obersten Hauptquartier der Alliierten Streitkräfte in Europa SHAPE (Supreme Headquarters Allied Powers Europe). Zuletzt wurde er am 1. April 1973 als Nachfolger von Brigadegeneral Werner Boie Amtschef des damaligen Bundeswehramtes in Bonn, aus dem am 1. April 1975 das Streitkräfteamt (SKA) hervorging. Diesen Dienstposten hatte er bis zu seinem Eintritt in den Ruhestand am 31. März 1976, woraufhin Flottillenadmiral Günter Fiebig am 1. Oktober 1976 seine dortige Nachfolge antrat.